# Пікова дама (фільм, 1987)
«Пікова дама» — радянський художній телефільм-драма 1987 року, режисера Петра Фоменка за твором О. С. Пушкіна.

## Сюжет
Сюжет повісті обігрує улюблену Пушкіним (як і іншими романтиками) тему непередбаченої долі, фортуни, рока. Молодий військовий інженер німець Германн веде скромне життя і збирає стан, він навіть не бере в руки карт і обмежується лише спостереженням за грою. Його приятель Томський розповідає історію про те, як його бабуся-графиня, будучи в Парижі, програла велику суму в карти. Вона спробувала взяти в борг у графа Сен-Жермена, але замість грошей той розкрив їй секрет трьох виграшних карт. Графиня, завдяки секрету, повністю відігралася.
Германн, спокусивши її вихованку, Лізу, проникає в спальню до графині, благаннями і погрозами намагаючись вивідати заповітну таємницю. Побачивши Германна, озброєного пістолетом (який, як з'ясувалося згодом, виявився незарядженим), графиня вмирає від серцевого нападу. На похоронах Германну здається, що покійна графиня відкриває очі і кидає на нього погляд. Вночі її привид з'являється Германну і каже, що три карти («трійка, сімка, туз») принесуть йому виграш, але він не повинен ставити більше однієї карти на добу. Три карти стають для Германна нав'язливою ідеєю:… Побачивши молоду дівчину, він говорив: "Як вона струнка!… Справжня «трійка червова». У нього запитували: котра година, він відповідав: — без п'яти хвилин сімка. — Всякий пузастий чоловік нагадував йому туза. Трійка, сімка, туз — переслідували його уві сні, приймаючи всі можливі види: трійка цвіла перед ним в образі пишного грандифлора, сімка представлялася готичними воротами, туз величезним павуком. Всі думки його злилися в одну, — скористатися таємницею, яка дорого йому коштувала…
У Петербург приїжджає знаменитий картяр мільйонер Чекалинський. Германн ставить весь свій капітал на трійку, виграє і подвоює його. Наступного дня він ставить всі свої гроші на сімку, виграє і знову подвоює капітал. Третього дня Германн ставить гроші (вже близько двохсот тисяч) на туза. Випадає туз. Германн думає, що переміг, але Чекалинський каже, що дама Германна програла. Якимось неймовірним чином Германн помилився — поставив гроші замість туза на даму. Германн бачить, як на карті усміхається і підморгує йому пікова дама, яка нагадує йому графиню. Розорившийся Германн потрапляє в лікарню для душевнохворих, де ні на що не реагує і щохвилини "бурмоче незвичайно швидко: — Трійка, сімка, туз! Трійка, сімка, дама!…

## У ролях
- Раймонда Клімавічюте —  «Таємна недоброзичливість»
- Олексій Бураго —  Германн
- Дарина Бєлоусова —  Стара графиня
- Ольга Гапєєва —  Графиня в молодості
- Алла Плоткіна —  Лізавета Іванівна
- Раміл Ібрагімов —  Томський
- Сусанна Сєрова —  «Стара панська бариня»
- Петро Ступін —  Перший гість
- Євген Калинцев —  Другий гість
- Роман Кветнер —  Сурін
- Володимир Топцов —  Нарумов

## Знімальна група
- Режисер-постановник: Петро Фоменко
- Автор сценарію: Петро Фоменко
- Художник: Станіслав Морозов